# 桑原功
桑原 功（くわばら いさお、1945年2月4日 - 2023年7月10日）は、日本の政治家。
衆議院議員（1期）、群馬県議会議員（1期）、前橋市議会議員（4期）、民主党群馬県連会長などを務めた。

## 経歴
群馬県前橋市出身。1972年中央大学法学部通信教育課程卒業。前橋市職員労働組合職員を経て前橋市議会議員（4期）、群馬県議会議員（1期）を歴任。2009年の第45回衆議院議員総選挙に民主党から比例北関東ブロック単独34位で立候補し初当選。
2012年4月に同党の群馬県連会長に就任したが、同年10月に体調不良を理由に辞任。同年に行われる第46回衆議院議員総選挙にも立候補しないことを示唆していたが、同選挙区の支部長であった石関貴史の民主党除籍（後に日本維新の会へ入党）に伴い、群馬2区から立候補し、落選。
2015年4月、旭日小綬章を受章。民進党では群馬県連顧問を務めた。
2023年7月10日、肝臓がんのため、前橋市の自宅で死去。78歳没。死没日付をもって正六位に叙された。